# Parigi-Roubaix 1984
La Parigi-Roubaix 1984, ottantaduesima edizione della corsa, fu disputata l'8 aprile 1984 per un percorso totale di 265,5 km. Fu vinta dall'irlandese Sean Kelly, giunto al traguardo con il tempo di 7h31'35" alla media di 36,074 km/h.
Presero il via da Compiègne 158 ciclisti; 42 di essi tagliarono il traguardo a Roubaix.

## Ordine d'arrivo (Top 10)
| Pos. | Corridore              | Squadra        | Tempo   |
| ---- | ---------------------- | -------------- | ------- |
| 1    | Sean Kelly             | Skil-Sem       | 7h31'35 |
| 2    | Rudy Rogiers           | Splendor       | s.t.    |
| 3    | Alain Bondue           | La Redoute     | a 36"   |
| 4    | Johan van der Velde    | Metauro Mobili | a 4'33" |
| 5    | Gregor Braun           | La Redoute     | s.t.    |
| 6    | Jean-Luc Vandenbroucke | La Redoute     | a 6'16" |
| 7    | Jacques Hanegraaf      | Kwantum Hal.   | s.t.    |
| 8    | Patrick Versluys       | Splendor       | s.t.    |
| 9    | Hennie Kuiper          | Kwantum Hal.   | s.t.    |
| 10   | Rudy Matthijs          | Splendor       | a 8'28" |